# فستیوال بین المللی شطرنج کاسپین
مسابقات شطرنج بین المللی جام کاسپین (خزر)، به میزبانی هیئت شطرنج استان گیلان، هر ساله معمولاً در بهمن ماه برگزار می‌شود.
این فستیوال بین المللی بزرگ‌ترین رویداد شطرنجی کشور به حساب می‌آید.

## تاریخچه

### هفتمین دوره مسابقات بین المللی خزر (کاسپین) 2009
هفتمين دوره مسابقات بين المللي جام خزر در سه جدول (درجه داران بالای 2200 ، درجه داران كمتر از درجه 2200 و  بانوان) در شهر رشت برگزار شد.
در این دوره از مسابقات 398 شطرنج باز از  6 كشور ارمنستان، آذربايجان، گرجستان، تركمنستان، ازبكستان و ايران به رقابت پرداختند.
در پایان این رقابت ها، استاد بزرگ آذرمیرزائوف از کشور آذربایجان، جواد ترکمن نژاد از ایران و استاد فیده میترا حجازی پور از ایران، قهرمانان جداول سه گانه این مسابقات شدند. 
| مقام        | نام                             | کشور      | درجه بین المللی |
| ----------- | ------------------------------- | --------- | --------------- |
| قهرمان      | استاد بزرگ آذرمیرزائوف          | آذربایجان | 2564            |
| نائب قهرمان | استاد بین المللی اوری چیگالادزه | گرجستان   | 2401            |
| سوم         | استاد بزرگ گئورگ هاراتونیان     | ارمنستان  | 2522            |

### هشتمین دوره مسابقات بین المللی کاسپین 2010
این دوره از مسابقات بین المللی شطرنج کاسپین در تاریخ 11 لغایت 18 فوریه 2010 در شهر رشت برگزار شد.
| مقام        | نام                            | کشور      | درجه بین المللی |
| ----------- | ------------------------------ | --------- | --------------- |
| قهرمان      | استاد بزرگ فرید عباسوف         | آذربایجان | 2553            |
| نائب قهرمان | استاد بزرگ آذر میرزائوف        | آذربایجان | 2594            |
| سوم         | استاد بین المللی همایون توفیقی | ایران     | 2462            |

### نهمین دوره مسابقات بین المللی خزر (کاسپین) 2011
نهمین دوره مسابقات بین المللی خزر در تاریخ 15 لغایت 21 فوریه 2011 در شهر رشت برگزار شد.
این مسابقات با حضور 698 شطرنجباز از 12 کشور (ایران، افغانستان، ارمنستان، آذربایجان، بلاروس، فرانسه، گرجستان، لتونی، هلند، روسیه، ترکمنستان و اوکراین) برگزار شد. 
| مقام        | نام                      | کشور    | درجه بین المللی |
| ----------- | ------------------------ | ------- | --------------- |
| قهرمان      | استاد بزرگ الکسی فدروف   | بلاروس  | 2593            |
| نائب قهرمان | گیگا کوپرادزه            | گرجستان | 2395            |
| سوم         | استاد بزرگ همایون توفیقی | ایران   | 2450            |

### دهمین دوره مسابقات بین المللی خزر (کاسپین) 2012
دهمین دوره مسابقات بین المللی خزر در تاریخ 29 فوریه لغایت 7 مارچ 2012 در شهر رشت برگزار شد.
| مقام        | نام                             | کشور      | درجه بین المللی |
| ----------- | ------------------------------- | --------- | --------------- |
| قهرمان      | استاد بین المللی پویا ایدنی     | آذربایجان | 2448            |
| نائب قهرمان | استاد بین المللی گیگا کوپاراتزه | گرجستان   | 2451            |
| سوم         | استاد بزرگ اولگ کورنیف          | روسیه     | 2584            |

### یازدهمین دوره مسابقات بین المللی خزر (کاسپین) 2013
یازدهمین دوره مسابقات شطرنج بین المللی خزر در تاریخ 1 لغایت 8 مارچ 2013 در شهر رشت برگزار شد.
این مسابقات با قهرمانی استاد بین المللی گرجستانی، شوتا آزالادزه به پایان رسید . در این دوره از مسابقات در جدول استادی، استاد بین المللی سید حامد موسویان و استاد بزرگ پوریا درینی دوم و سوم شدند. 

### دوازدهمین دوره مسابقات بین المللی خزر (کاسپین) ۲۰۱۴
دوازدهمین دوره مسابقات بین المللی جام خزر از تاریخ ۱۱ لغایت ۱۸ فوریه ۲۰۱۴ در شهر رشت استان گیلان برگزار شد.
در این دوره از مسابقات ۵۴۷ بازیکن از ۱۵ کشور (ایران، ارمنستان، آذربایجان، بلغارستان، فرانسه، گرجستان، هند، عراق، لیبی، لیتوانی، هلند، روسیه، ترکمنستان، ترکیه و ازبکستان) حضور داشتند.
| مقام        | نام                         | کشور      | درجه بین المللی |
| ----------- | --------------------------- | --------- | --------------- |
| قهرمان      | استاد بزرگ آذرمیرزائوف      | آذربایجان | ۲۵۴۰            |
| نائب قهرمان | استاد بزرگ ارنست سیپکه      | هلند      | ۲۵۷۵            |
| سوم         | استاد بزرگ احسان قائم مقامی | آذربایجان | ۲۵۴۷            |

### سیزدهمین دوره مسابقات بین المللی خزر (کاسپین) ۲۰۱۵
سیزدهمین دوره مسابقات بین المللی جام خزر از تاریخ ۱۱ لغایت ۱۸ فوریه ۲۰۱۵ در شهر رشت استان گیلان برگزار شد.
در این دوره از مسابقات ۵۲۱ بازیکن از ۱۳ کشور (ایران، آذربایجان، فرانسه، گرجستان، عراق، لتونی، لیتوانی، لهستان، روسیه، ترکمنستان، اوکراین، آمریکا و ازبکستان) حضور داشتند.
| مقام        | نام                          | کشور      | درجه بین المللی |
| ----------- | ---------------------------- | --------- | --------------- |
| قهرمان      | استاد بین المللی استوپا یاکک | لهستان    | ۲۵۴۰            |
| نائب قهرمان | استاد فیده سید خلیل موسوی    | ایران     | ۲۲۸۵            |
| سوم         | استاد بزرگ آذر میرزائوف      | آذربایجان | ۲۵۵۶            |

### چهاردهمین دوره مسابقات بین المللی خزر (کاسپین) ۲۰۱۶
چهاردهمین دوره مسابقات بین المللی جام خزر (نام قدیمی فستیوال بین المللی کاسپین) از تاریخ ۱۱ لغایت ۱۸ فوریه ۲۰۱۶ در شهر زیباکنار استان گیلان برگزار شد.
در این دوره از مسابقات ۷۵۸ بازیکن از ۱۶ کشور (ایران، ارمنستان، آذربایجان، گرجستان، آلمان، یونان، لتونی، لیتوانی، هلند، لهستان، روسیه، ترکمنستان، ترکیه، اوکراین و آمریکا) حضور داشتند.
| مقام        | نام                             | کشور     | درجه بین المللی |
| ----------- | ------------------------------- | -------- | --------------- |
| قهرمان      | استاد بین المللی مسعود مصدق پور | ایران    | ۲۴۶۲            |
| نائب قهرمان | استاد بزرگ کارن گیریگوریان      | ارمنستان | ۲۶۰۶            |
| سوم         | استاد بین المللی سرگی وولکوف    | روسیه    | ۲۶۰۷            |

### پانزدهمین دوره مسابقات بین المللی خزر (کاسپین) ۲۰۱۷
پانزدهمین دوره مسابقات بین المللی جام خزر در تاریخ ۲۰ ژانویه ۲۰۱۷ لغایت ۲۷ ژانویه ۲۰۱۷ در شهر رشت، در استان گیلان برگزار شد.
این دوره از مسابقات با حضور ۸۰۱ بازیکن از ۱۶ کشور (ایران، آذربایجان، ارمنستان، اسپانیا، فنلاند، گرجستان، مجارستان، هند، عراق، هلند، رومانی، تاجیکستان، ترکمنستان، ترکیه، اکراین، آمریکا) در چهار جدول استادان، بازیکنان دارای درجه بین المللی کمتر از ۲۱۰۰، بانوان و نوجوانان برگزار شد.
نفرات برتر:
| مقام        | نام                                 | کشور     | درجه بین المللی |
| ----------- | ----------------------------------- | -------- | --------------- |
| قهرمان      | استاد بزرگ فرنچ برکش                | مجارستان | ۲۶۴۷            |
| نائب قهرمان | استاد بزرگ گابریل سرگیسیان          | ارمنستان | ۲۶۶۷            |
| سوم         | استاد بین المللی محمد امین طباطبایی | ایران    | ۲۴۹۳            |

در جدول B مسابقات محمدرضا شیخ علی و در جدول C استاد فیده بانوان ماریا زوبووا و در جدول D امیرمحمد آزادی به قهرمانی رسیدند.

### شانزدهمین دوره مسابقات شطرنج بین المللی کاسپین (خزر) ۲۰۱۸
این دوره از مسابقات با حضور ۷۷۳ شطرنج باز از ۱۶ کشور (ایران، بلژیک، گرجستان، هند، عراق، ایتالیا، قزاقستان، قرقیزستان، هلند، عمان، پاکستان، فلیپین، روسیه، سریلانکا، اوکراین و ازبکستان) برگزار شد.
این دوره از مسابقات در منطقه آزاد انزلی در استان گیلان و در ۵ جدول برگزار شد.
| نام جدول | عنوان                              | تعداد بازیکنان |
| -------- | ---------------------------------- | -------------- |
| A        | استادان                            | ۵۷             |
| B        | بازیکنان دارای ریتینگ کمتر از ۲۱۰۰ | ۱۴۲            |
| C        | بازیکنان دارای ریتینگ کمتر از ۱۸۰۰ | ۲۲۴            |
| D        | بانوان                             | ۴۳             |
| E        | نوجوانان (کمتر از ۱۴ سال)          | ۳۰۷            |

| مقام        | نام                             | کشور    | درجه بین المللی |
| ----------- | ------------------------------- | ------- | --------------- |
| قهرمان      | استاد بزرگ همایون توفیقی        | ایران   | ۲۴۳۶            |
| نائب قهرمان | استاد بزرگ ویتالی برنادسکی      | اوکراین | ۲۵۸۸            |
| سوم         | استاد بین المللی سید خلیل موسوی | ایران   | ۲۴۸۰            |

در جدول B مهیار درودیان از ایران، در جدول C امیرمسعود خوانساری، در جدول D کاندیدای استادی بانوان پرنیان قمی و در جدول E، سحر معصومی قهرمان شدند.

### هفدهمین دوره مسابقات بین المللی کاسپین ۲۰۱۹
این دوره از مسابقات با نام جام کاسپین و در منطقه آزاد انزلی برگزار شد. در این دوره از مسابقات، مسابقات جام ستارگان در قالب یک جدول با فستیوال بین المللی کاسپین ادغام شد.
در این مسابقات ۷۵۳ بازیکن از ۲۰ کشور (ایران، افغانستان، ارمنستان، آذربایجان، بلژیک، چین، کرواسی، اسپانیا، گرجستان، هند، عراق، قزاقستان، مالزی، هلند، پاکستان، روسیه، سریلانکا، ترکمنستان، اوکراین و ازبکستان) برگزار شد.
| نام جدول | عنوان                              | تعداد بازیکنان |
| -------- | ---------------------------------- | -------------- |
| Stars    | ستارگان                            | ۸              |
| A        | استادان                            | ۷۹             |
| B        | بازیکنان دارای ریتینگ کمتر از ۲۱۰۰ | ۱۳۸            |
| C        | بازیکنان دارای ریتینگ کمتر از ۱۸۰۰ | ۲۳۱            |
| D        | بانوان                             | ۳۴             |
| E        | نوجوانان (کمتر از ۱۴ سال)          | ۲۶۳            |

| مقام        | نام                        | کشور     | درجه بین المللی |
| ----------- | -------------------------- | -------- | --------------- |
| قهرمان      | استاد بزرگ مسعود مصدق پور  | ایران    | ۲۵۳۱            |
| نائب قهرمان | استاد بزرگ ویتالی برنادسکی | اوکراین  | ۲۵۷۰            |
| سوم         | استاد بزرگ کارن گریگوریان  | ارمنستان | ۲۵۹۰            |

در جدول B علیرضا مبارک نژاد، در جدول C اتابک اسدی، در جدول D خاتون باقیرووا از کشور آذربایجان و در جدول E هیراد صابری قهرمان شدند.

### هجدهمین دوره مسابقات بین المللی جام کاسپین ۲۰۲۰
هجدهمین دوره مسابقات بین المللی جام کاسپین در شهر رشت برگزار شد. این مسابقات به دلیل بارش برف سنگین با ۲ روز تأخیر از تاریخ ۲۵ لغایت ۳۰ بهمن ۱۳۹۸ برگزار شد.
در این دوره از مسابقات ۹۰۲ بازیکن از ۸ کشور (ایران، افغانستان، ارمنستان، گرجستان، عراق، روسیه و ترکمنستان) در سه جدول برگزار شد.
| نام جدول | عنوان                              | تعداد بازیکن |
| -------- | ---------------------------------- | ------------ |
| A        | استادان                            | ۲۰۲          |
| B        | بازیکنان دارای ریتینگ کمتر از ۱۸۰۰ | ۳۳۰          |
| C        | نوجوانان                           | ۳۷۰          |

| مقام        | نام                           | کشور      | درجه بین المللی |
| ----------- | ----------------------------- | --------- | --------------- |
| قهرمان      | استاد بزرگ میسرتدین ایسکندروف | آذربایجان | ۲۵۲۰            |
| نائب قهرمان | استاد بین المللی آرش طاهباز   | ایران     | ۲۴۶۱            |
| سوم         | استاد بزرگ گئورگ هاراتونیان   | ارمنستان  | ۲۴۴۴            |

در جدول B مسعود رشیدی و در جدول C ابراهیم باقیروف از آذربایجان قهرمان شدند.

### نوزدهمین دوره مسابقات بین المللی جام کاسپین
پس از ۳ سال عدم امکان برگزاری مسابقات در ایران به دلیل جلوگیری از پاندمی کرونا در بهمن سال ۱۴۰۱ بیستمین دوره مسابقات بین المللی جام کاسپین در سه جدول برگزار شد.
در این دوره از مسابقات ۸۰۲ بازیکن از ۱۵ کشور (ایران، افغانستان، ارمنستان، اتریش، آذربایجان، بنگلادش، هند، قزاقستان، فیلیپین، قرقیزستان، لبنان، نیجریه، پاکستان، سوریه و یمن) برگزار شد.
| نام جدول | عنوان                              | تعداد بازیکنان |
| -------- | ---------------------------------- | -------------- |
| A        | استادان                            | ۱۴۷            |
| B        | بازیکنان دارای ریتینگ کمتر از ۱۸۰۰ | ۴۰۶            |
| C        | نوجوانان                           | ۲۴۹            |

| مقام        | نام                          | کشور     | ریتینگ |
| ----------- | ---------------------------- | -------- | ------ |
| قهرمان      | استاد بین المللی گوسین هیمال | اندونزی  | ۲۳۷۸   |
| نائب قهرمان | استاد بزرگ هوویک هایراپتیان  | ارمنستان | ۲۴۶۶   |
| سوم         | موهان کوشاگارا               | اندونزی  | ۲۳۸۴   |

### بیستمین دوره مسابقات بین المللی جام کاسپین[۲۴]
بیستمین دوره مسابقات بین امللی جام کاسپین هماننده چند دوره گذشته خود در مجموعه ورزشی یادگار امام رشت، در بهمن ماه 1402 برگزار شد. 
| نام جدول | عنوان                              | تعداد بازیکنان |
| -------- | ---------------------------------- | -------------- |
| A        | استادان                            | 70             |
| B        | بازیکنان دارای ریتینگ کمتر از 2000 | 487            |
| C        | نوجوانان                           | 272            |

| مقام        | نام                    | کشور      | ریتینگ |
| ----------- | ---------------------- | --------- | ------ |
| قهرمان      | استاد بزرگ ووگار رسولف | آذربایجان | 2538   |
| نائب قهرمان | حمیدرضا طهماسبی        | ایران     | 2245   |
| سوم         | استاد بزرگ پوریا درینی | ایران     | 2408   |

## نگارخانه

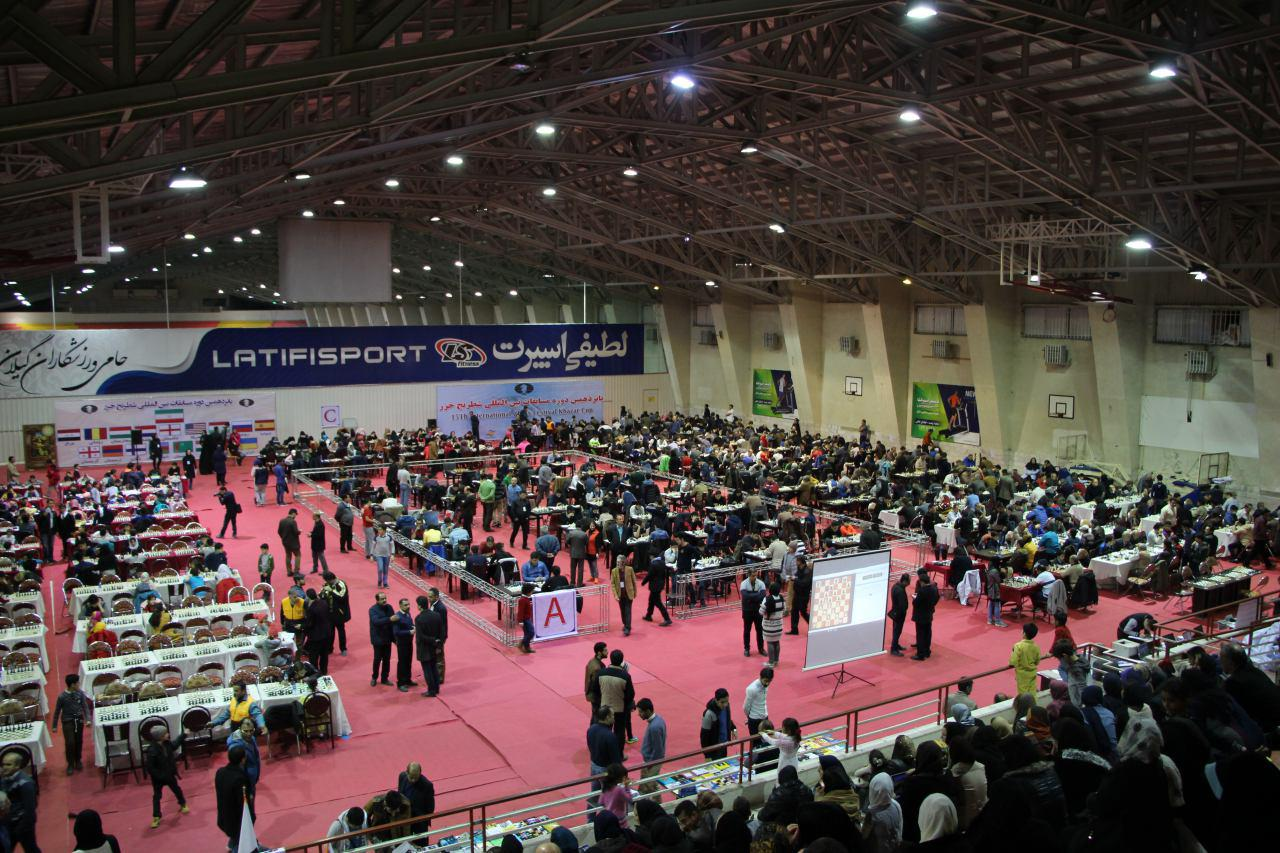
سالن برگزاری ۱۵ امین دوره مسابقات بین المللی جام کاسپین (خزر)
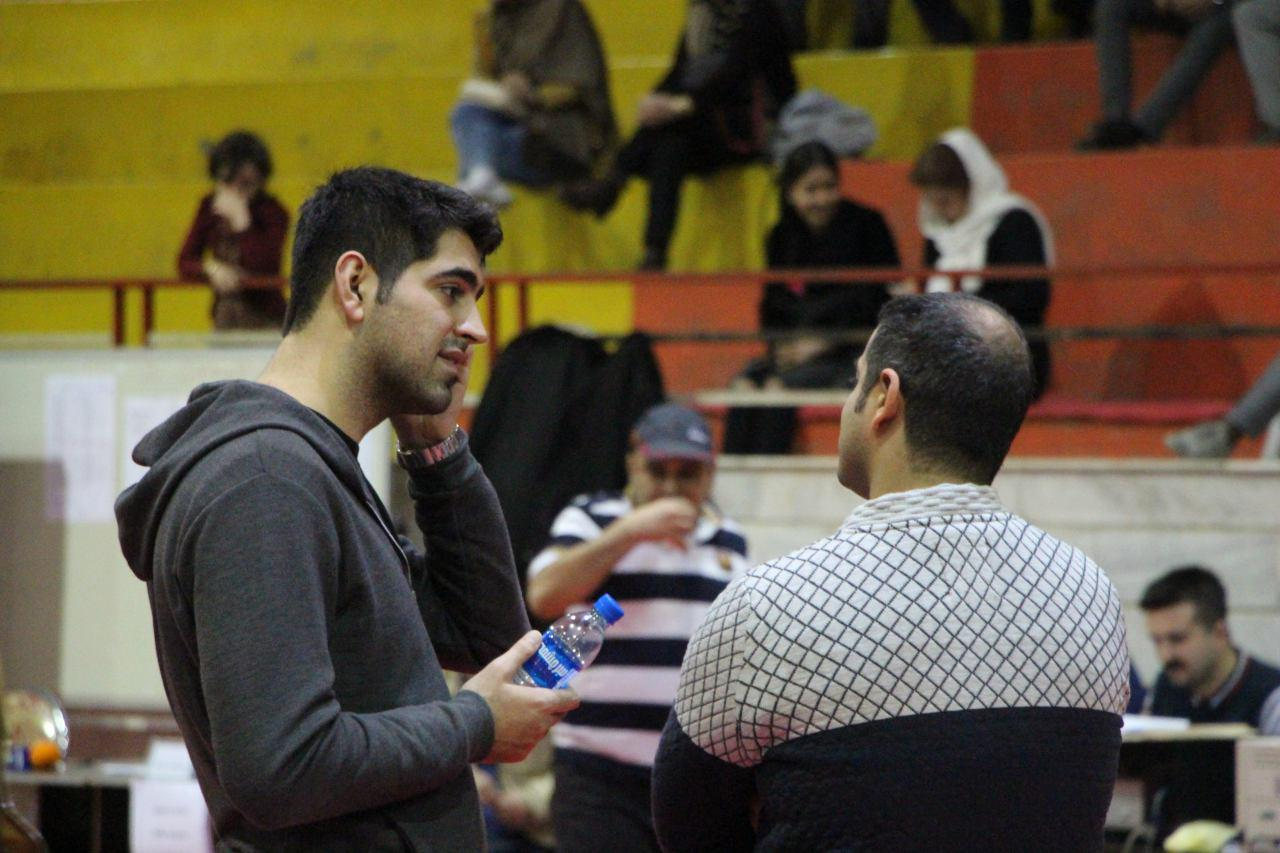
تصاویری از ۱۵ امین دوره مسابقات بین المللی جام کاسپین (خزر) استاد بزرگ امیررضا پوررمضانعلی در کنار استاد بزرگ احسان قائم مقامی
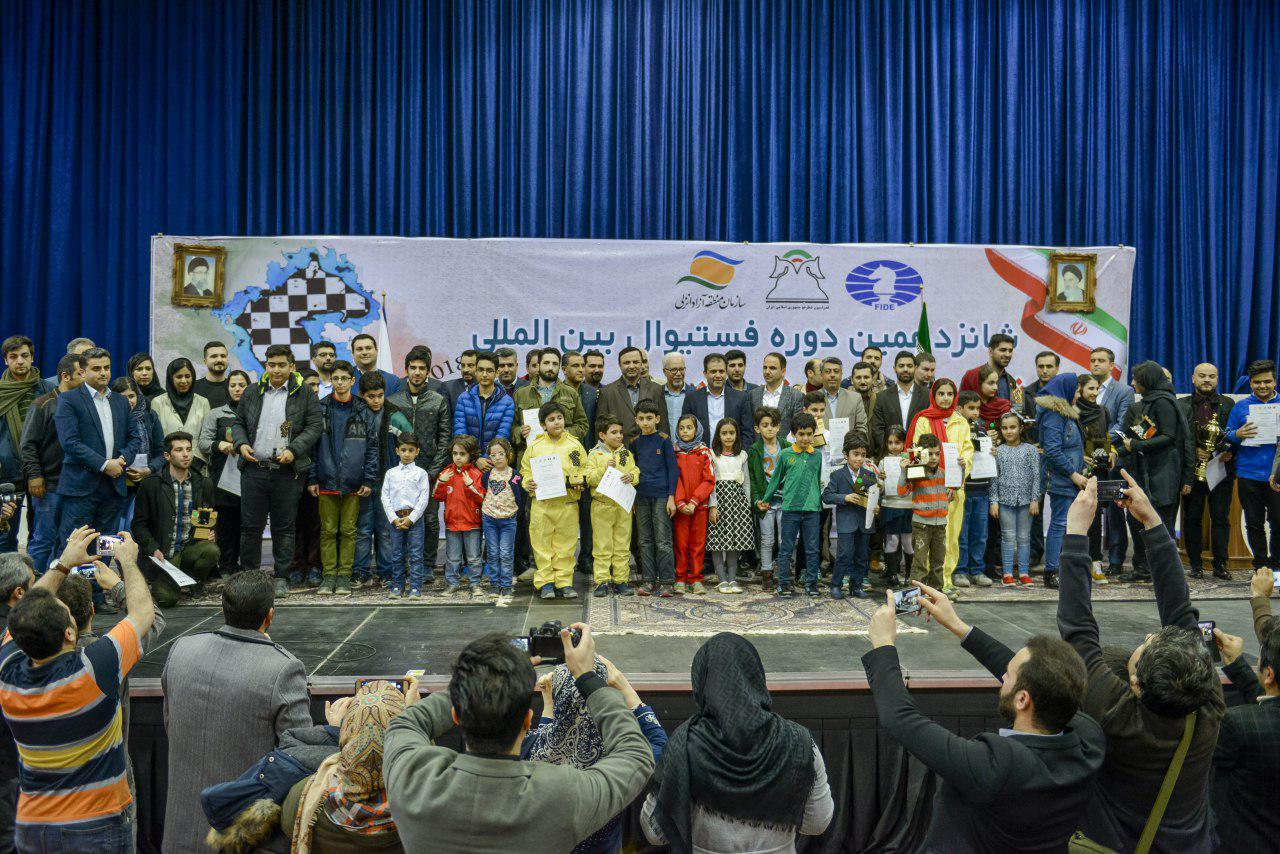
کادر داوری و برگزاری و نفرات برتر ۱۶ امین دوره مسابقات جام خزر (کاسپین)